# Temnothorax flavicornis
Temnothorax flavicornis (лат.) — вид мелких по размеру муравьёв трибы Crematogastrini из подсемейства мирмицины семейства Formicidae.

## Распространение
Италия, Франция, Швейцария, Балканы (Болгария, Греция, Македония, Словения, Черногория) и Турция.

## Описание
Мелкие желтоватые муравьи (2—3 мм; длина головы от 0,465 до 0,516 мм). Усики 11-члениковые. Голова субпрямоугольная, грудь низкая и длинная, метанотальное вдавление развито, заднегрудь угловатая, с длинными проподеальными шипиками. Грудь и голова сверху со сглаженной скульптурой. Стебелёк между грудкой и брюшком состоит из двух члеников: петиолюса и постпетиолюса (последний чётко отделён от брюшка), жало развито. Включён в видовую группу Temnothorax nylanderi species-group. Вид был впервые описан в 1870 году итальянским мирмекологом Карло Эмери под первоначальным названием Leptothorax flavicornis Emery, 1870, а его валидность подтверждена в ходе ревизии в 2015 году американскими и немецким мирмекологами Sándor Csősz (Калифорнийская академия наук, Сан-Франциско, Калифорния, США), Jürgen Heinze (Регенсбургский университет, Регенсбург, Германия), István Mikó (Frost Entomological Museum, Университет штата Пенсильвания, Юниверсити-Парк, Пенсильвания, США).